# 엠마뉴엘 (1974년 영화)
《엠마뉴엘》(Emmanuelle)은 프랑스에서 제작된 쥬스트 쟈킨 감독의 1974년 드라마 영화이다. 알레인 커니 등이 주연으로 출연하였고 이브 루셋-루아르드 등이 제작에 참여하였다.

## 출연

### 주연
- 알레인 커니
- 실비아 크리스텔
- 마리카 그린

### 조연
- 다니엘 사키

## 기타
- 원작자: 엠마누엘 아산(영어판)